# Baronia de Solivella
La baronia de Solivella fou una jurisdicció senyorial (civil i criminal) centrada al castell dels Llorac, al terme de Solivella (Conca de Barberà), concedida el 1599 pel rei Felip II d'Aragó a favor de Simó-Berenguer de Llorac i de Castelló, primer baró de Solivella.
La família dels Llorac, recordats encara al poble de Solivella, compten amb diversos personatges de gran notorietat històrica. Així, el germà del baró Joan III, Carles de Llorac i de Moixó (Solivella, 1681-Viena, 1762), fou general i nomenat comte de Llorac per l'emperador dels romans Carles VI. Alhora, el fill d'aquest, Manuel de Llorac i Bertran, fou tresorer de la cort imperial de Viena des de 1765 fins a la seva mort a la ciutat l'any 1791.
Galceran de Vilalba-Meca i de Llorac (Cervera, 1736-Tarragona, 1814), VI baró de Solivella, fill de Maria de Llorac i de Palau, V baronessa de Solivella i rebesneta de Simó-Berenguer, i de Ramon de Vilalba-Meca i de Fivaller, senyor de Gospí, fou un reconegut militar i cavaller de Sant Joan, nomenat capità general de Catalunya l'any 1808 pels francesos sota el regnat de Josep I. Ostentà el càrrec fins que dimití l'any 1809 per no voler jurar fidelitat al rei francès. Posteriorment, l'any 1821, fou capità general de Castella la Nova fins a la seva dimissió per l'assassinat del capellà d'honor del rei, Matías Vinuesa, dit el cura de Tajamón.
La seva germana Josepa es va casar amb Francesc Xavier Despujol i d'Alemany-Descatllar, primer marquès de Palmerola i baró de Montclar.
L'escut de Solivella té com a timbre una corona de baró, en referència a aquesta baronia.

## Llistat de barons
Llinatge dels Llorac
- Simó-Berenguer de Llorac i de Castelló
- Joan I de Llorac i de Guimerà, fill de l'anterior
- Joan II de Llorac i de Perellós, fill de l'anterior
- Joan III de Llorac i de Moixó, fill de l'anterior
- Maria de Llorac i de Palau, filla de l'anterior

Llintage dels Vilalba
- Galceran de Vilalba-Meca i de Llorac, fill de l'anterior
- Maria-Josepa de Vilalba i de Llorac, germana de l'anterior

Llinatge dels Despujol
- Manuel Despujol i de Vilalba, fill de l'anterior
- Ramon Despujol i de Vilalba, germà de l'anterior
- Josep-Oriol Despujol i Ferrer de Sant Jordi, fill de l'anterior

[abolició de les senyories]

## Situació actual
Després de l'abolició de les senyories, el títol quedà suprimit. Es té constància que els anys 1965 i 1967 Josep-Maria Despujol i Ricart, VI marquès de Palmerola, VII comte de Fonollar, marquès de Callús i baró de Montclar, en va sol·licitar la rehabilitació al Ministeri de Justícia. Després de la seva mort, també ho va demanar el seu nebot, Ignasi Ventosa i Despujol, l'any 1983. Consta que l'any 1984 també ho havia sol·licitat la besneboda del primer Consol Ventosa i Marquès.